# ADR–8
Az ADR–8 egy irányítatlan elektronikus elhárító rakéta volt, melyet a Tracor(en) fejlesztett ki az Egyesült Államok Légiereje számára. A B–52 Stratofortress bombázókról történő dipólcsapda(en)-kivetésre használták.

## Fejlesztése
Eredetileg RCU–2 jelzéssel az ADR–8-at a B–52 stratégiai bombázóhoz fejlesztették ki, hogy a repülőgépnek dipólcsapdák kivetésével módja legyen az ellenséges radar megzavarására. Egy ún. Gyors Reagálású Szerződés (Quick Reaction Contract) keretében fejlesztette ki a Tracor(en), az ADR–8 egy 70 mm (2,75 hüvelyk) átmérőjű behajtható szárnyú rakéta volt. A sikeres teszteket követően a rakéta gyártására a Revere Copper and Brass(en) vállalkozott.

## Alkalmazása
A rakéták a B–52-esek szárnyai alatti pilonokra szerelt húszlövetű AN/ALE–25 rakétakonténerekből kerültek kilövésre. A konténerek hossza 4 m (13 láb), súlya 500 kg (1100 font) volt; a rakéták kilövése kézzel, vagy fenyegetés érzékelése után automatikusan történhet. Az elkészült legutolsó 18 darab B-52H repülőgépre kerültek felszerelésre; a korábbi B–52G és B–52H gépekre utólag szerelték fel a rendszert.
Az ADR–8 és AN/ALE–25 rendszereket 1970 szeptemberében kivonták a hadrendből, a "Phase VI" elektronikus hadviselési csomag vette át a helyét.

## Fordítás
- Ez a szócikk részben vagy egészben  az   ADR-8 című angol Wikipédia-szócikk ezen változatának fordításán alapul.  Az eredeti cikk szerkesztőit annak laptörténete sorolja fel. Ez a jelzés csupán a megfogalmazás eredetét és a szerzői jogokat jelzi, nem szolgál a cikkben szereplő információk forrásmegjelöléseként.